# クラマース・ハイゼンベルグの分散式
光と電子の相互作用に双極子近似を用い、遷移確率を双極子モーメントの行列要素で表した、分極率に対する量子力学的な表式をクラマース・ハイゼンベルクの分散式（クラマース・ハイゼンベルクのぶんさんしき、Kramers–Heisenberg formula）と呼ぶ。
しかし分極率の表式は、共鳴振動数の近くを別にすれば原子による光の弾性散乱の振幅と事実上一致するので、原子による非弾性も含めた光散乱の微分断面積の一般公式を「クラマース・ハイゼンベルクの分散式」ということが多い。
{\displaystyle {\frac {d\sigma }{d\Omega }}={\frac {\omega _{i}\omega _{f}^{4}}{c^{4}}}{\bigg |}\sum _{s}{\bigg \{}{\frac {\langle f|\mathbf {\varepsilon } _{f}\mathbf {Q} |s\rangle \langle s|\mathbf {\varepsilon } _{i}\mathbf {Q} |i\rangle }{E_{i}-E_{s}+\hbar \omega _{i}}}+{\frac {\langle f|\mathbf {\varepsilon } _{i}\mathbf {Q} |s\rangle \langle s|\mathbf {\varepsilon } _{f}\mathbf {Q} |i\rangle }{E_{i}-E_{s}+\hbar \omega _{f}}}{\bigg \}}{\bigg |}^{2}}
ここで{\displaystyle i}、{\displaystyle s}、{\displaystyle f}はそれぞれ始状態、中間状態、終状態を表し、{\displaystyle \mathbf {Q} }は原子の双極子モーメントである。

## 応用
上記の式において、i = f の場合は光の弾性散乱であり、レイリー散乱と呼ばれる。

## 導出
時間依存する摂動論において二次の摂動までを考慮した場合、遷移確率は次のように表される。
{\displaystyle W_{i\rightarrow f}={\frac {2\pi }{\hbar }}{\Bigg |}\langle f|{\hat {H}}'|i\rangle +\sum _{n}{\frac {\langle f|{\hat {H}}'|n\rangle \langle n|{\hat {H}}'|i\rangle }{E_{f}-E_{n}}}{\Bigg |}^{2}\delta (E_{f}-E_{i})\quad \cdots (1)}
ここで一項目は一段階の過程、二項目は中間状態nを経る二段階の過程、最後のデルタ関数はエネルギー保存則を表している。
光と電子の相互作用{\displaystyle {\hat {H'}}}は、1光子が関与する部分{\displaystyle {\hat {H}}'_{1}}と2光子が関与する部分{\displaystyle {\hat {H}}'_{2}}に分けられる。
{\displaystyle {\begin{aligned}{\hat {H}}'&={\hat {H}}'_{1}+{\hat {H}}'_{2}\\{\hat {H}}'_{1}&=-\sum _{j}{\frac {e_{j}}{2m_{j}}}\sum _{k,\nu }{\sqrt {\frac {2\pi \hbar }{\omega _{k}V}}}({\hat {a}}_{k\nu }+{\hat {a}}_{-k\nu }^{\dagger })\{p_{j}\cdot \varepsilon _{\nu }(k)e^{ik\cdot r_{j}}+e^{ik\cdot r_{j}}\varepsilon _{\nu }(k)\cdot p_{j}\}\\{\hat {H}}'_{2}&=\sum _{j}{\frac {e_{j}}{m_{j}}}\sum _{k,\nu }\sum _{k',\nu '}{\frac {\pi \hbar }{\sqrt {\omega _{k}\omega _{k'}V^{2}}}}\varepsilon _{\nu }(k)\cdot \varepsilon _{\nu '}(k')({\hat {a}}_{k\nu }+{\hat {a}}_{-k\nu }^{\dagger })({\hat {a}}_{k'\nu '}+{\hat {a}}_{-k'\nu '}^{\dagger })e^{i(k+k')\cdot r_{j}}\end{aligned}}}
これらを(1)式に代入して計算すればよい。ところで光散乱では光子の数は変化しないので、光子が増えて減る、もしくは減って増えるような2光子過程である。よって重要な過程だと考えられるのは、2光子が関与する一段階過程と1光子が関与する二段階過程である。つまり(1)式の絶対値の中の第一項目では{\displaystyle {\hat {H}}'_{2}}について、第二項目では{\displaystyle {\hat {H}}'_{1}}について考えると、生成演算子と消滅演算子が一回ずつ作用するような過程を表せる。また光を散乱する粒子が局在する電子のような場合を考えると、電気双極子近似が適用できる。
また微分断面積を求めるためには、遷移確率を放射の立体角要素{\displaystyle d\Omega }と入射フォトンの流速密度で割ればよい。
さらに運動量を双極子モーメントに書き換えた結果、クラマース・ハイゼンベルクの分散式が導かれる。

## 歴史
光に対する原子の応答が、光の振動数に応じて変わることを分散というが、その応答は原子の分極率に集約されているので、歴史的には分極率を導き出す理論を分散理論という。19世紀の末に展開された古典的なドルーデの理論およびそれを前期量子論的に解釈しなおしたR. Ladenburgの公式は、実験との一致を見る限り十分だったけれども、励起準位にある原子に対してはボーアの対応原理の要求を満たさない。クラマースは励起準位からの光の放出を「負の吸収」として加えることによって、分極率に対する正しい公式を提出した。それを前期量子論の最後の技法であるボルンの対応則を用いて基礎づけたのが、クラマースとハイゼンベルクの仕事である。
クラマースとハイゼンベルクは分散式を古典的に導いたが、後にディラックによって量子論的に証明された。またPlaczekは、ある条件下ではこの分散式が分子の分極率テンソルで近似的に表わされることを示した。これをPlaczek近似という。